# CA Lanús
Club Atlético Lanús – argentyński klub piłkarski z siedzibą w mieście Lanús będącym częścią zespołu miejskiego Buenos Aires.

## Osiągnięcia
- Zdobycie Copa CONMEBOL: 1996
- MIstrz Argentyny: 2007/08 Apertura; 2016
- Zdobycie Copa Sudamericana: 2013
- Zdobycie Copa Bicentenario: 2016

## Historia
Klub założony został 3 stycznia 1915.
W roku 1978 długi klubu przekroczyły wartość 2 milionów dolarów. Klub znalazł się w najgorszym kryzysie w historii. Jednak dzięki wsparciu kibiców możliwy był zarówno powrót do drugiej ligi argentyńskiej, jak i spłata długów. W roku 1978 klub miał 2000 członków, a w 1981 – już 10000.

### Występy ligowe
- Gra w pierwszej lidze argentyńskiej: 1931–1949, 1951–1961, 1965–1970, 1972, 1977, 1990–1991, 1992–
- Gra w drugiej lidze argentyńskiej: 1950(M), 1962–1964(M), 1971(M), 1973–1976(W), 1978, 1982–1990(W), 1992(M)
- Gra w trzeciej lidze argentyńskiej: 1979~1981(M)

(M)istrz
(W)icemistrz

## Trenerzy
- Miguel Angel Russo 1989–1993
- Patricio Hernandez 1994
- Héctor Cúper 1995–1997
- Oscár Garré 1997
- Mario Gómez 1998